# Baixa freqüència (radiofreqüència)
La baixa freqüència o BF, també anomenat LF (de l'anglès low frequency) és la banda de l'espectre de radiofreqüència compresa entre 30 i 300 kHz (longitud d'ona de 10 a 1 km).
A vegades també anomenada ona llarga, a Europa una part d'aquesta banda s'utilitza per a radiodifusió AM (l'intèrval 148–283 kHz), mentre que al continent americà s'utilitza per a navegació, i sistemes d'informació i meteorològics.